# Konsum Stockholm Promo
Konsum Stockholm Promo is een Zweedse korte stomme film uit 1921 onder regie van Ragnar Ring. Het is een promotionele film voor een Zweedse bakkerij die laat zien hoe actrice Greta Garbo met vrienden (zoals Lars Hanson) aan een terras eet.

## Rolverdeling
| Acteur      | Personage |
| ----------- | --------- |
| Greta Garbo |           |
| Lars Hanson |           |